# Felipa de Souza
Felipa de Souza (Tavira, 1556 – 1600) fu una donna portoghese condannata per sodomia dall'Inquisizione in Brasile.

## Biografia
Poco si sa della giovinezza di Felipa de Souza, se non che fu espulsa da un ordine monastico femminile per i suoi rapporti saffici e che si sposò, prima di diventare vedova e trasferirsi in Brasile, all'epoca colonia portoghese, in data ignota. Giunta nel "Nuovo Mondo", la de Souza si risposò con il muratore Francisco Pires a Salvador de Bahía. Nel 1591 l'Inquisizione portoghese arrivò nel Nord-Est del Brasile e il 20 agosto dello stesso anno fu interrogata la quarantenne Paula de Sequeiro, accusata di possedere un libro listato nell'Index, e la donna confessò di avere avuto rapporti carnali con Felipa de Souza, con cui si era scambiata appassionate lettere d'amore per oltre due anni.
Il nome della de Souza fu ripetuto anche da alcune delle ventinove donne che al momento erano imprigionate a Bahia per la stessa accusa di sodomia e la de Souza fu portata a processo, dove confessò di aver avuto rapporti sessuali con sei donne nell'arco di otto anni. Il 4 settembre 1492 la donna fu ritenuta colpevole e condannata, anche se la sentenza fu più mite di quella che avrebbe ricevuto in Europa per lo stesso crimine. Felipa de Souza fu condannata all'esilio dallo stato di Bahia, messa alla gogna, frustata e costretta a digiunare per quindici venerdì e nove sabati; fu costretta inoltre a ripagare le spese processuali (992 Real portoghesi, pari allo stipendio mensile di un marinaio) ma la sua vita fu risparmiata.
In suo onore l'OutRight Action International ha istituito il Premio Felipa de Souza, che ogni anno premia che si è battuto per i diritti civili delle persone LGBT.